# Aranské ostrovy
Aranské ostrovy (irsky Oileáin Árann /ˈɪlɑːn ˈɑːrənʲ/, anglicky Aran Islands) jsou tři ostrovy v ústí Galwayského zálivu na západním pobřeží Irska. Rozloha ostrovů je asi 46 km².
Nejzápadnější ostrov se jmenuje Inishmore (Árainn Mhór/Inis Mór), který je zároveň největším ostrovem. Prostřední ostrov se jmenuje Inishmaan (Inis Meáin/Inis Meadhóin) a nejvýchodnější ostrov Inisheer (Inis Thiar/Inis Oírr/Inis Oirthir), který je z nich nejmenší. Na ostrovech žije asi 1300 lidí, přičemž nejvíce z nich žije na ostrově Inishmore (asi 800). Obyvatelé Aranských ostrovů mluví hlavně irsky.

## Historie

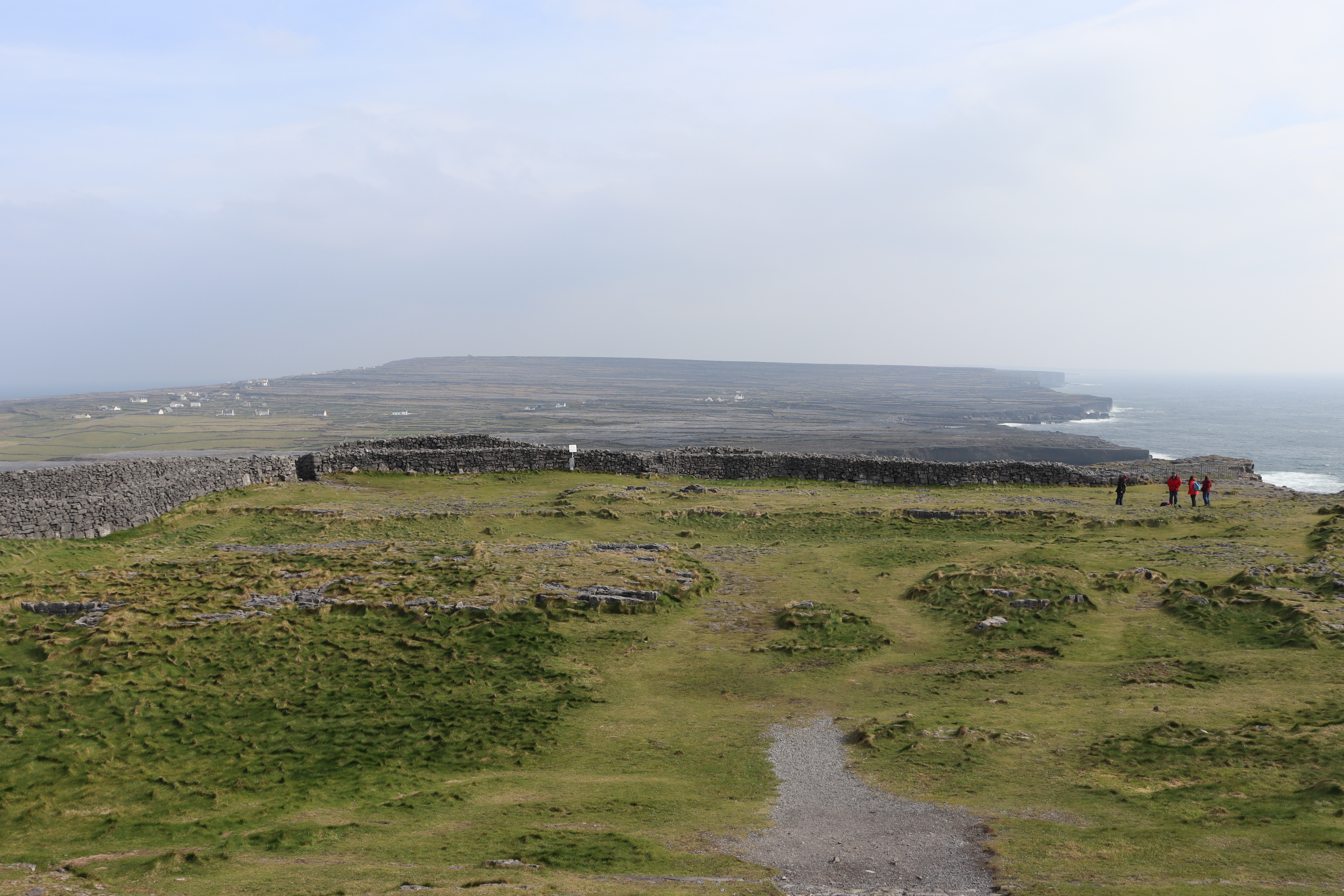
Pevnost Dún Aengus

Dochovaná historie Aranských ostrovů sahá až do období pravěku. Na ostrově se nachází sedm pravěkých hradišť, z nichž nejstarší - Dún Aonghasa (Inishmore) je datován do 11. stol. př. n. l.
V 17. století ostrovy krátce ovládal pirát jakubský Thomas Vaughan, který zde vyplenil protestantské osady. Tradičními osadami na Aranských ostrovech byly clachany, skupiny malých domků s doškovými střechami. Místní obyvatelé byli známí svými ručně pletenými výrobky, zejména pletenými svetry. V 19. století bylo důležité zdrojem příjmů sbírání řas a zachraňování dřeva z moře.
V roce 1898 začal John Millington Synge trávit léta na Aranských ostrovech, což ho inspirovalo k napsání her jako Riders to the Sea, odehrávající se na ostrově Inishmaan. Jeho dílo The Aran Islands, publikované v roce 1907, vychází z jeho zápisků a reflektuje jeho zážitky na ostrovech.

## Ostrovy

### Inishmore

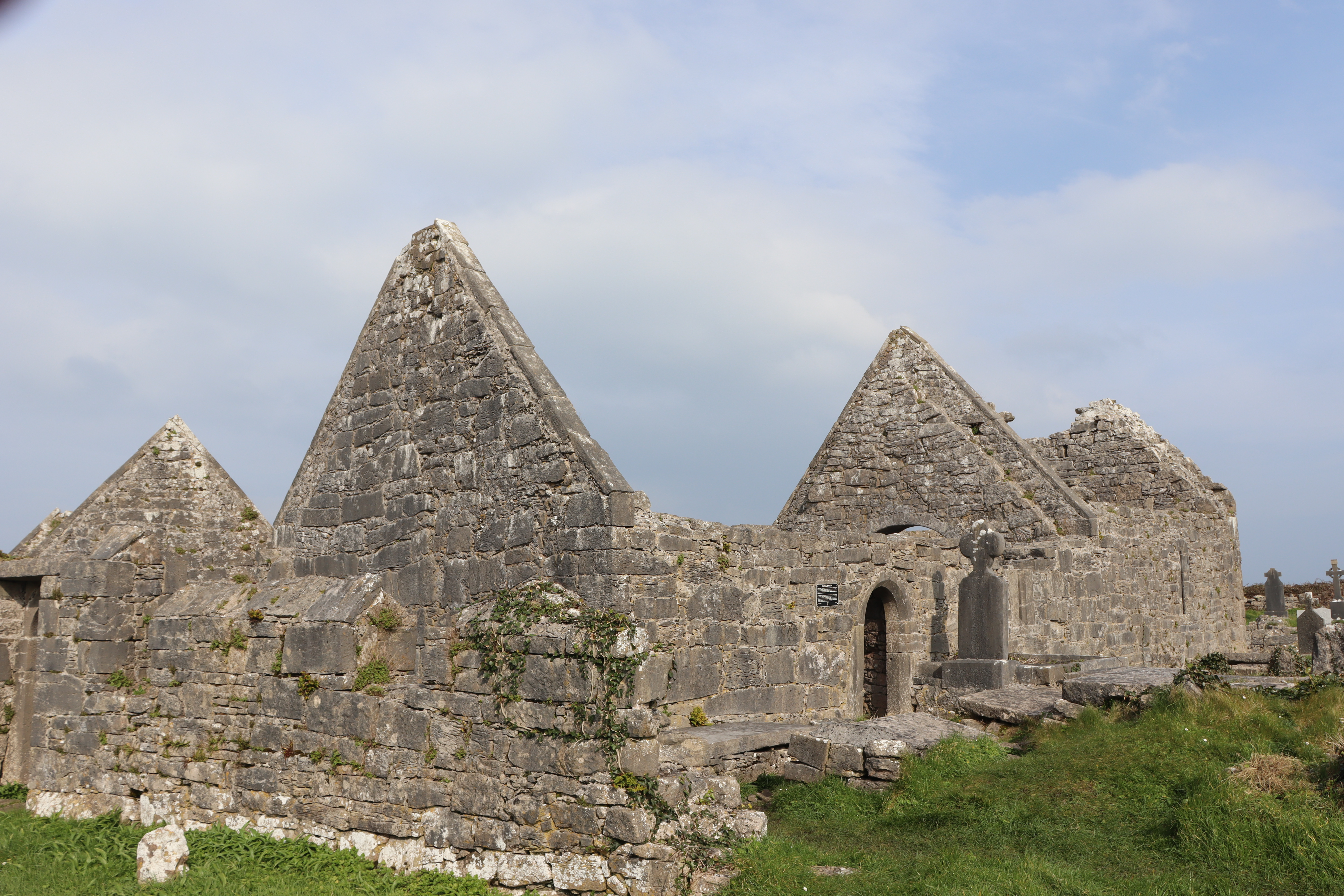
Sedm kostelů

Inishmore je největším ostrovem z Aranských ostrovů. Nachází se na něm vesnice Cill Rónáin, ve které žije nejvíce obyvatel ostrova. Ostrov poskytuje také největší občanskou vybavenost, nachází se tu například dvě základní školy, dva kostely a supermarket s bankomatem.
Významnou památkou ostrova je Na Seacht Teampaill (Sedm kostelů), místo, na kterém postupně během historie kostela stálo 7 různých kostelů. Pozůstatky kostelů jsou na místě patrné dodnes a místo je tak vyhledávaným turistickým cílem.
Dalším významným bodem jsou pozůstatky pevnosti Dún Aonghasa, nebo pozůstatky kostela sv. Brenacha Tempull Breccain.

### Inishmaan
Inishmaan, známý také jako Inis Meáin, je střední z tří hlavních Aranských ostrovů. Inishmaan má asi 184 obyvatel (sčítání lidu 2022), což ho činí nejméně obydleným z Aranských ostrovů.

### Inisheer

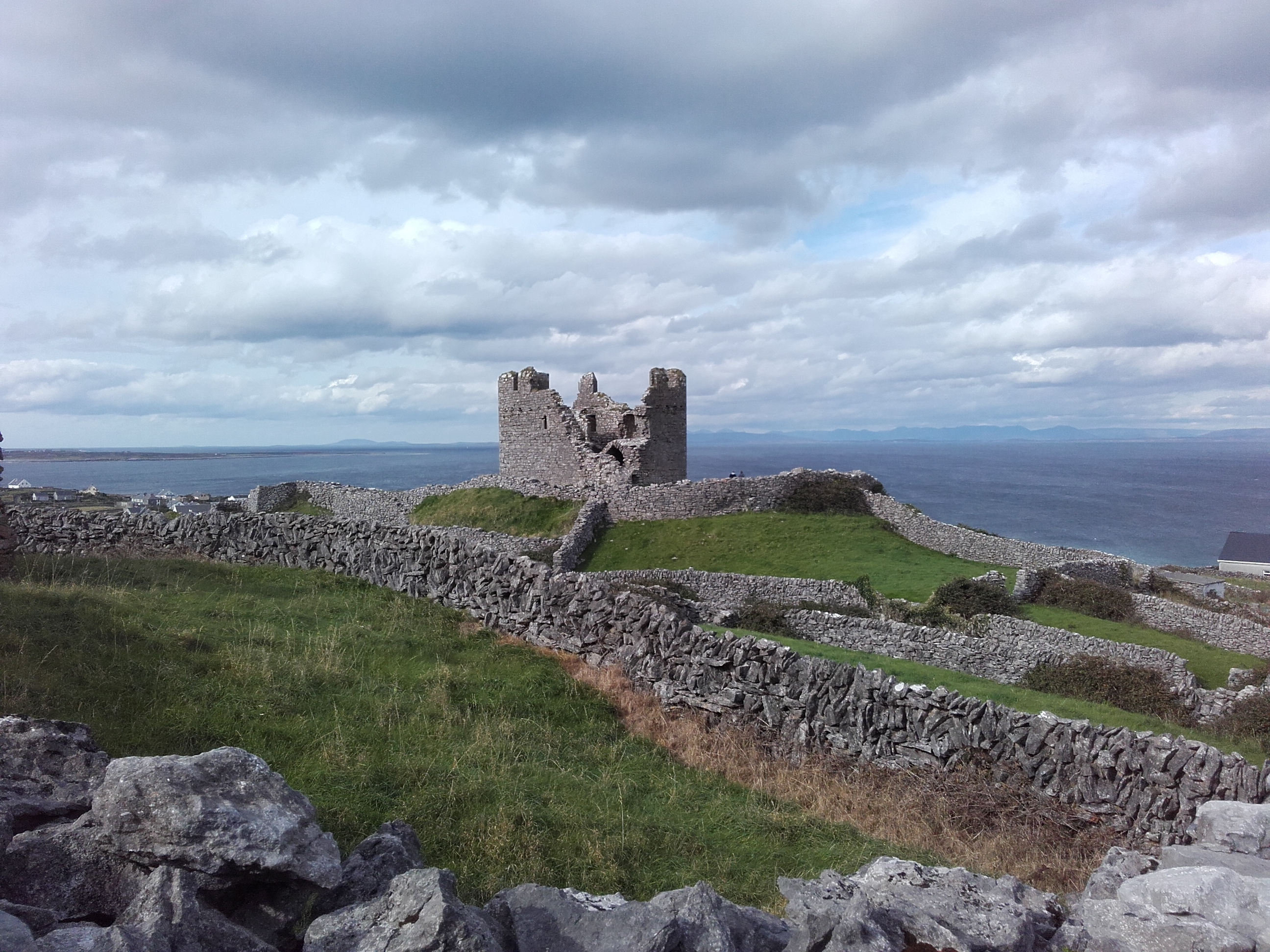
Hrad O'Brien

Inisheer je nejmenším obydleným a nejvýchodnějším ostrovem skupiny. Rozloha ostrova se rozkládá kolem deseti kilometrů čtverečních a pobřeží hrabství Clare je vzdáleno zhruba osm kilometrů. Většina z obyvatel žije v severní části ostrova, kde se také nachází přístav a letiště. Také na severu je hrad O'Brien ze 14. století. Stojí na kopci a je obklopen pozůstatky ringfortu Dún Formna. Mezi hradem a letištěm se nachází malá ruina kostela sv. Kevina z Glendalough Teampall Chaomháin. 

## Doprava
Spojení na ostrovy je možné buď lodní nebo leteckou dopravou. Lodní doprava je dostupná z měst: Galway, Rossaveal a Doolin. Letadla létají na všechny tři ostrovy z letiště Connemara.

## Galerie

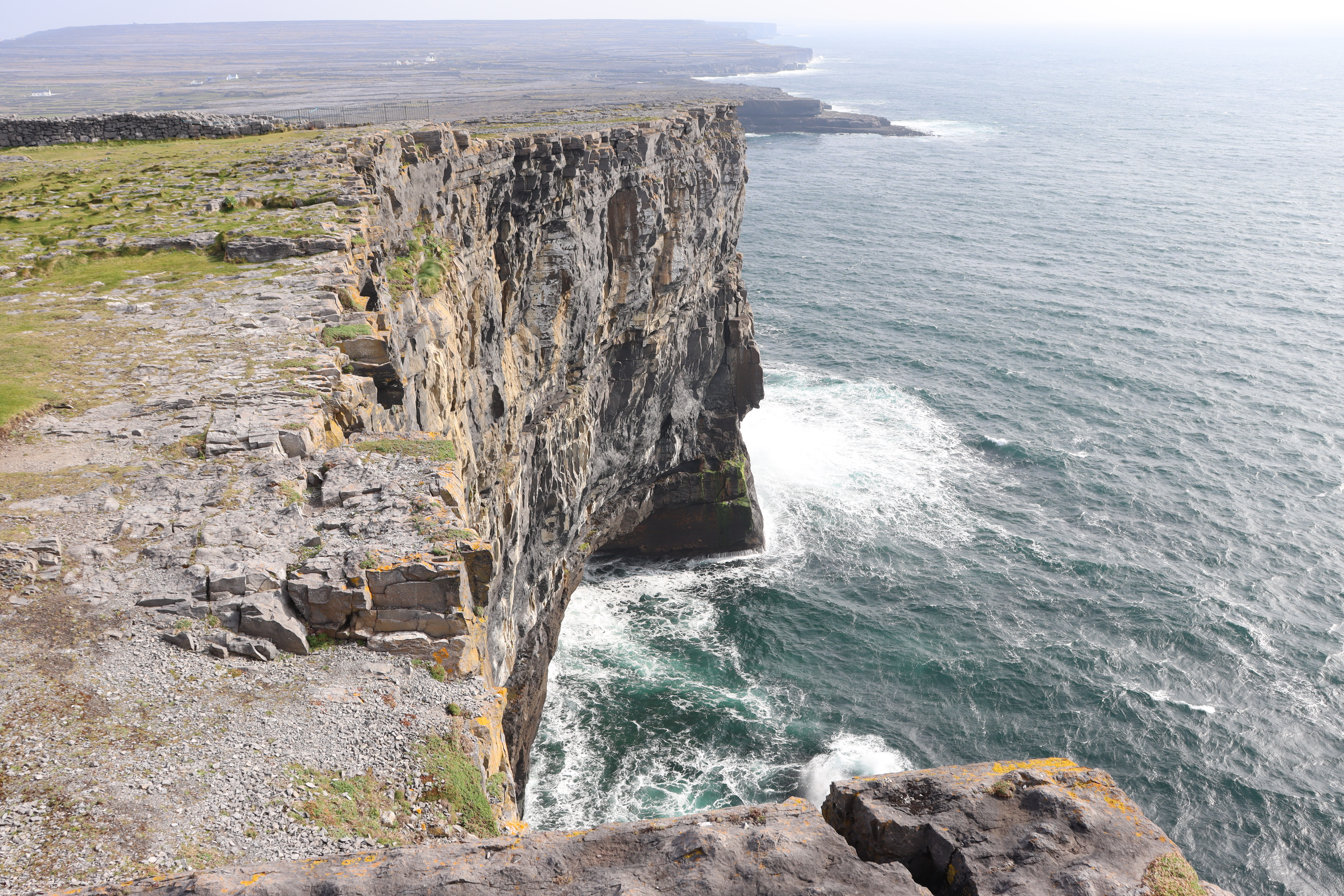
Pohled z pevnosti Dun Aengus
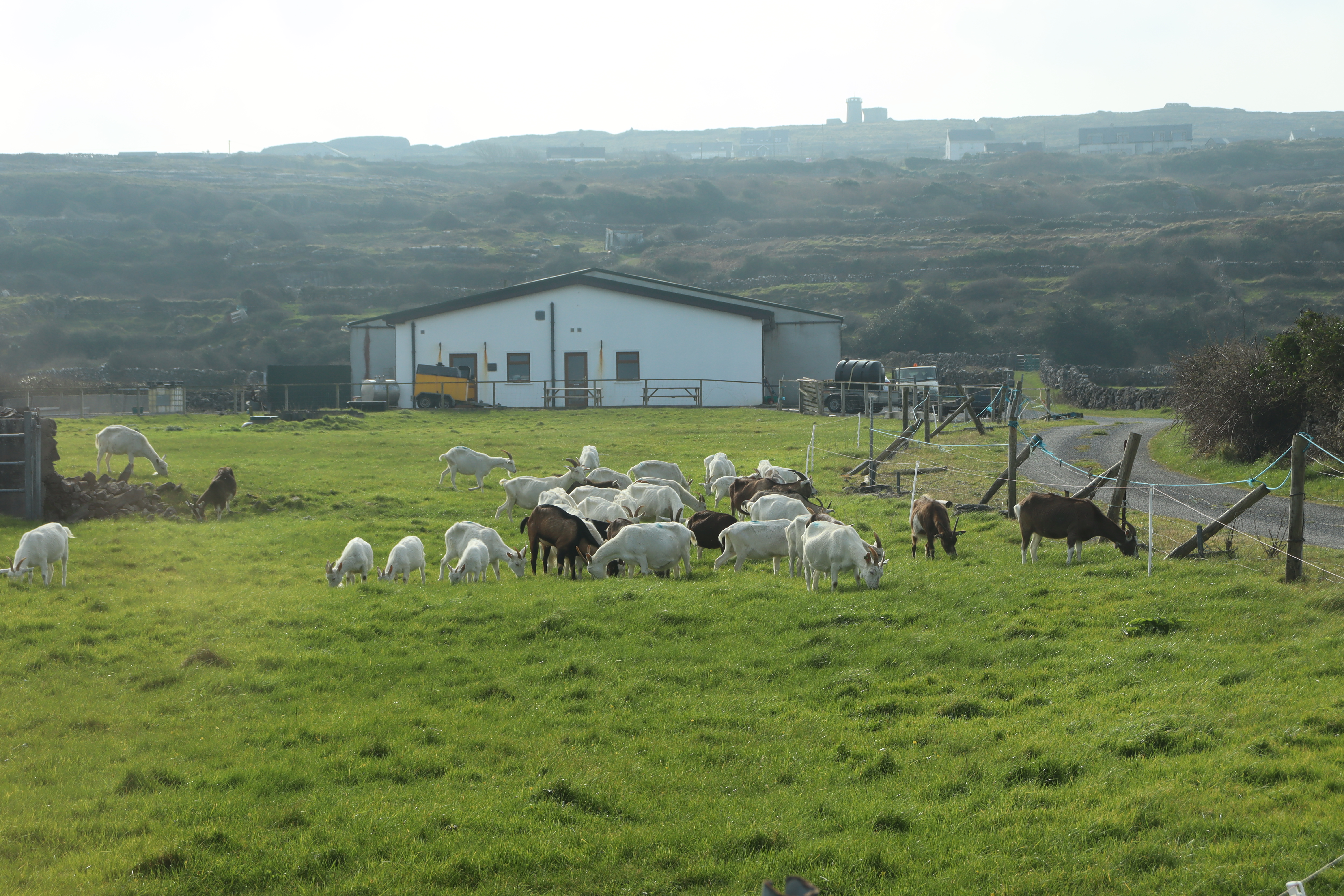
Stádo ovcí na ostrově Inishmore
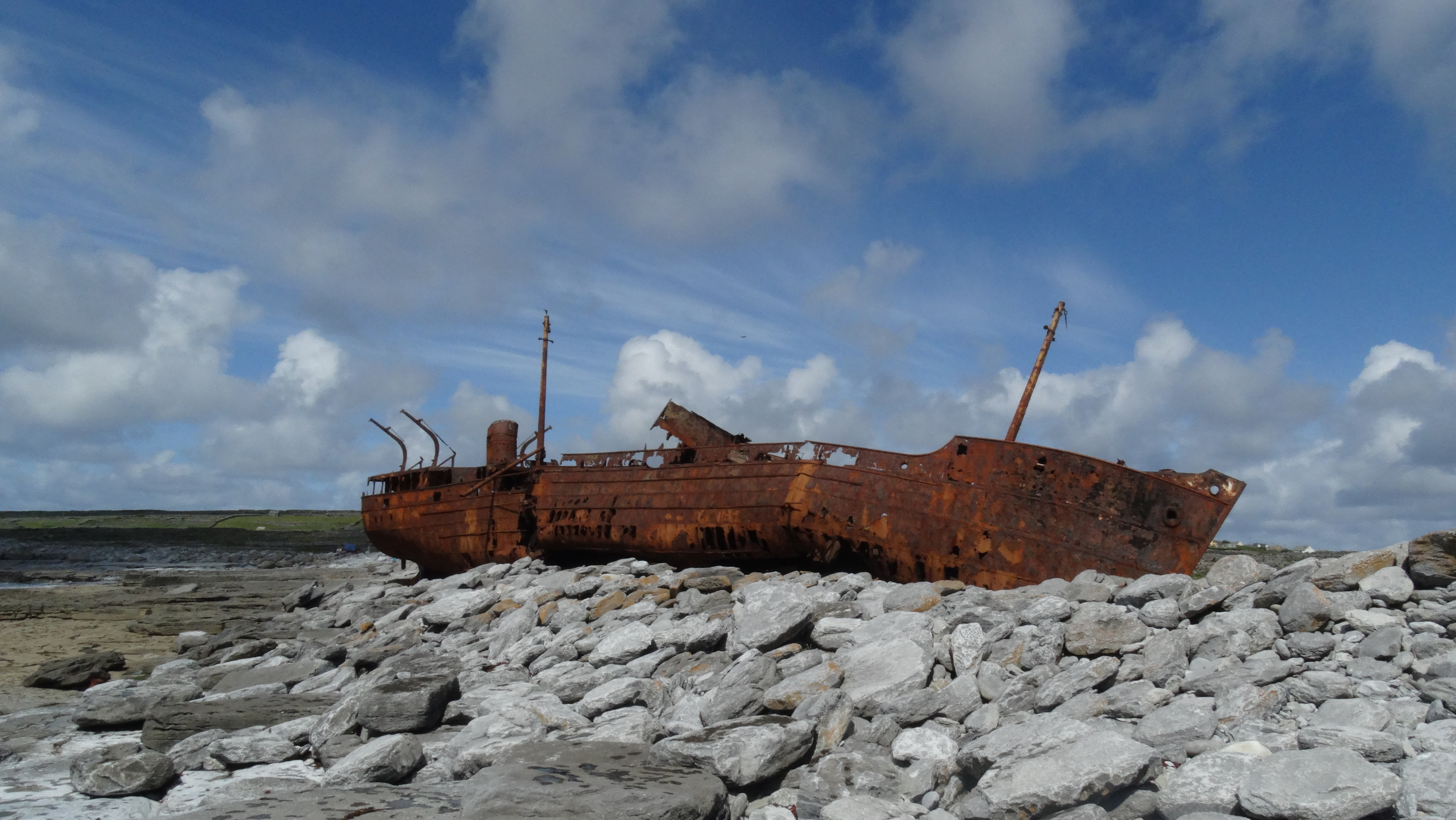
Vrak lodi MV Plassy na ostrově Inisheer